# Starin (Šeljinska mikroregija, Mađarska)
Starin (mađ. Drávasztára) je selo na krajnjem jugu Republike Mađarske.
Zauzima površinu od 18,18 km četvornih.

## Zemljopisni položaj
Nalazi se na 45° 49' sjeverne zemljopisne širine i 17° 49' istočne zemljopisne dužine, 500 m sjeverno od Drave i granice s Hrvatskom. Najbliža naselja u RH su Gornje Predrijevo, 3 km jugozapadno i Noskovci 3 km južno. 
Križevce i Drvljance su 3,5 km zapadno-sjeverozapadno, Markovce su 4 km sjeverozapadno, Ivanidba je 1 km sjeverno, kotarsko sjedište Šeljin je 4 km sjeverno-sjeveroistočno, Vertiga je 2 km sjeverozapadno, Kemša je 6 km istočno, a Zalat je 4 km istočno-jugoistočno.

## Upravna organizacija
Upravno pripada Šeljinskoj mikroregiji u Baranjskoj županiji. Poštanski broj je 7960. 

## Povijest
Izvori ga 1327. bilježe pod imenom Ztara, 1472. kao Thothstara, a 1536. kao Izthara.
Bio je plemićkim posjedom obitelji Sztára, Gorjanskih, Perényi, Batthyány, grofa Ivana Draškovića, baruna Biedermanna i hrvatskog bana Ivaniša Korvina.

## Stanovništvo
Starin ima 442 stanovnika (2001.). Hrvati su većina. Čine 64,6% stanovnika te u selu imaju manjinsku samoupravu. U selu su stanovnici i Mađari. Nijemaca je ispod 1%, kao i Slovenaca. 86,4% stanovnika su rimokatolici, a nešto ispod 4% je kalvinista.
Hrvati u Starinu imaju kulturno-umjetničko društvo "Biseri Drave".

## Poznate osobe
- Mihael Starin, crkveni reformator

## Vanjske poveznice
- (mađ.) Drávasztára a Vendégvárón  Arhivirana inačica izvorne stranice od 18. ožujka 2007. (Wayback Machine)
- Starin na fallingrain.com